# HD 214200
HD 214200，又名BD+34 4728，SAO 72517、HR 8604，是一颗恒星，视星等为6.1，位于銀經94.2，銀緯-19.63，其B1900.0坐标为赤經22h 31m 35.2s，赤緯+35° -19.63′ 40″。